# Shenzhou 17
Shenzhou 17 (chinesisch 神舟十七號 / 神舟十七号, Pinyin Shénzhōu Shíqī Hào) ist eine Mission des Büros für bemannte Raumfahrt zur Chinesischen Raumstation. Der Start der dreiköpfigen Besatzung mit einer Trägerrakete vom Typ Langer Marsch 2F/G vom Kosmodrom Jiuquan erfolgte am 26. Oktober 2023 um 03:14 Uhr UTC. Am 30. April 2024 kehrten sie zur Erde zurück.

## Besatzung
Am 25. Oktober 2023 wurden die Namen der Besatzungsmitglieder offiziell bekanntgegeben:
- Tang Hongbo, Kommandant, zweiter Raumflug
- Tang Shengjie, erster Raumflug
- Jiang Xinlin, erster Raumflug

Dies war die bis dahin jüngste Mannschaft auf der chinesischen Raumstation.
Tang Hongbo hat bei der Mission Shenzhou 12 im Jahr 2021 schon einmal drei Monate auf der Raumstation verbracht, Tang Shengjie (mit Tang Hongbo nicht verwandt) und Jiang Xinlin sind dagegen Mitglieder der Auswahlgruppe 2020 und zum ersten Mal im Weltraum. Eine Grundregel am für die Mannschaftszusammenstellung zuständigen Raumfahrer-Ausbildungszentrum besagt, dass immer mindestens ein erfahrener Raumfahrer und – zu Ausbildungszwecken – mindestens ein Raumfahrer ohne Flugerfahrung Teil der Mannschaft sein muss.
Inspektionen hatten gezeigt, dass die Solarzellenflügel der Station von kleinen Weltraummüll-Partikeln getroffen und leicht beschädigt worden waren. Während dieser Mission soll nun versucht werden, sie bei mehreren, möglicherweise schwierigen Außenbordeinsätzen im Orbit zu reparieren.
Das ist auch der Grund, warum bei Shenzhou 17, anders als bei der vorangegangenen Mission Shenzhou 16, kein ausgewiesener Bordingenieur oder Nutzlastexperte mitflog, sondern alle drei Mannschaftsmitglieder Raumschiffpiloten, also ehemalige Kampfpiloten sind, bei denen schon während des Auswahlprozesses höhere Anforderungen an die körperliche Belastbarkeit gestellt wurden.
Auch das Training für die Mission war ausgesprochen anspruchsvoll.

## Missionsverlauf
Etwa sechseinhalb Stunden nach dem Start vom Kosmodrom Jiuquan dockte das Raumschiff am 26. Oktober 2023 um 09:46 Uhr UTC an der vorderen Bugschleuse des Kernmoduls Tianhe autonom an.
Um 11:34 Uhr UTC öffnete die Mannschaft von Shenzhou 16 die innere Luke der Kugelschleuse und die drei neuen Besatzungsmitglieder wechselten in die Raumstation.
Nachdem Tang Hongbo am 29. Oktober 2023 von Jing Haipeng das Stationskommando übernommen und die Mannschaft von Shenzhou 16 am 30. Oktober die Station verlassen hatte, wurden im Laufe des November Außennutzlasten durch die Frachtschleuse des Wissenschaftsmoduls Mengtian ins Weltall transferiert und mit Hilfe des mechanischen Arms installiert. Hierbei blieben die Raumfahrer im Inneren der Station – die Arbeiten erforderten keinen Außenbordeinsatz.
Der Schwerpunkt während des ersten Monats der Mission lag jedoch bei Weltraummedizin und Ergonomie, um wissenschaftliche Fragen zu beantworten, die sich beim langen Aufenthalt von Menschen im All ergeben.

### Notfallübung
Gleich in den ersten Wochen der Mission wurde eine Notfallübung durchgeführt, bei der die drei Raumfahrer Atemschutzmasken tragen und mit daran über einen Schlauch angeschlossenen Sauerstoffflaschen durch die engen Schleusen zu einem angenommenen Brandherd gelangen mussten.
Laut dem Notfallplan zur Feuerbekämpfung müssen in einem derartigen Fall alle drei Besatzungsmitglieder zusammenarbeiten und nach Abschaltung der Belüftungsanlage je nach Situation mit Kohlendioxid-Feuerlöschern oder Feuerlöschdecken arbeiten. Falls das nicht gelingt, würde sich die Mannschaft innerhalb von 15 Minuten in das Shenzhou-Raumschiff zurückziehen und die Station verlassen. Wenn das Feuer gelöscht werden kann, würde sich die Mannschaft ebenfalls in das Raumschiff zurückziehen und dort abwarten, bis die Ventilatoren der Lüftung die kontaminierte Luft abgesaugt haben und das Lebenserhaltungssystem das Kohlendioxid und die Verbrennungsgase entfernt hat. Dies ist durch die Redundanz der Stromversorgung auch möglich, wenn elektrische Leitungen durch das Feuer beschädigt wurden. Falls die Luftreinigung nicht gelingt, würde die Mannschaft von der Raumstation abkoppeln und zur Erde zurückkehren, ebenso, falls sich herausstellen sollte, dass so große Schäden entstanden waren, dass eine Fortsetzung der Mission nicht sinnvoll wäre.

### Pflanzenzucht
Während der Mission Shenzhou 16 war im Kernmodul Tianhe erstmals ein spezieller Anzuchtkasten mit Pflanzenlampen und Verdunklungsvorhang zum Einsatz gekommen, der in einer Wasserwanne Platz für zwölf mit Substrat gefüllte Blumentöpfe bot.
Im September 2023 hatten Jing Haipeng und seine Kollegen oberhalb dieses Kastens kopfüber einen zweiten, identischen Kasten montiert.
Bei der Mission Shenzhou 17 kamen nun zwei Anzuchtkästen der zweiten Generation zum Einsatz, die auf einem Tisch im auf Biologie spezialisierten Wissenschaftsmodul Wentian nebeneinander aufgebaut wurden. Bei den neuen Anzuchtkästen werden Wasser und Dünger automatisch zugeführt und in die Nähe der Pflanzenwurzeln gebracht. Nicht verbrauchtes Wasser und Dünger werden wiedergewonnen.
Die Blumentöpfe mit dem von der Vorgängerbesatzung angesäten Salat und Gemüse wurden in die neuen Kästen eingebaut. Die Pflanzen wuchsen weiterhin sehr gut, und Anfang Dezember wurden die „Beete“ abgeerntet. Anschließend wurden die Blumentöpfe neu besät. Bei diesen Pflanzexperimenten versuchen die Raumfahrer, mit möglichst geringem Aufwand an Nährlösung möglichst oft zu ernten. Dies dient als Technologieerprobung für ein von der Chinesische Akademie für Weltraumtechnologie, der Herstellerfirma der Raumstation, geplantes, stärker regeneratives Lebenserhaltungssystem, das wiederum eine Grundvoraussetzung für bemannte Tiefraumerkundung und Basen auf anderen Himmelskörpern ist.
Hierbei geht es nicht nur um die Absorption von Kohlenstoffdioxid, sondern auch um Wasserreinigung durch Transpiration. Außerdem versorgt frisches Gemüse die Raumfahrer sowohl mit Vitaminen als auch mit Ballaststoffen.
Derzeit wird der Salat, in Plastiktüten mit Vinaigrette angemacht, roh verzehrt. Das Chinesische Raumfahrer-Ausbildungszentrum arbeitet jedoch an einem Gerät, mit dem Raumfahrer im All angebaute Erdnüsse oder Süßkartoffeln rösten bzw. braten können. Man ist zuversichtlich, die Kühlkette soweit aufrechterhalten zu können, dass in diesem Ofen auch von der Erde eingeflogene Hühnerschenkel gebraten werden könnten.

### Außenbordeinsatz
Der erste Außenbordeinsatz der Mission wurde am 21. Dezember 2023 von Tang Hongbo und Tang Shengjie durchgeführt, letzterer mit 34 Jahren der bis dahin jüngste chinesische Raumfahrer, der einen Außenbordeinsatz absolvierte. Um 06:10 Uhr UTC öffnete Tang Hongbo, der den Raumanzug mt den roten Markierungsstreifen trug, die Luke der Hauptschleuse im Wissenschaftsmodul Wentian. Er bestieg den kleineren der beiden mechanischen Arme, der am Ende des großen mechanischen Arms angekoppelt war, wodurch der gesamte Arm nun eine Reichweite von 14,5 m hatte. Dann ließ er sich, am Steuerpult im Kernmodul Tianhe überwacht von Jiang Xinlin, zu einem Solarzellenflügels des Kernmoduls tragen und begann mit der Reparatur von kleineren Schäden, die dort von Weltraumschrott-Partikeln verursacht worden waren. Nach ihm verließ auch Tang Shengjie die Schleuse und kletterte an der Außenwand der Station entlang zum Einsatzort, um seinen Kollegen bei der Arbeit zu unterstützen. 
Dies hatte im Vorfeld eine genaue Planung erfordert. Um Fotos für die im Kontrollraum des Raumfahrer-Ausbildungszentrums den Einsatz begleitenden Experten von der Akademie für Weltraumtechnologie zu erstellen, musste der Flügel von der Sonne gut beleuchtet sein. Die eigentlichen Reparaturarbeiten mussten jedoch auf der Schattenseite der Erde erfolgen, damit die Solarzellen keinen Strom erzeugten, der die Raumfahrer hätte gefährden können (das Stromnetz der Raumstation besitzt eine Nennspannung von 100 V). Von den 92 Minuten, welche die Raumstation für eine Erdumkreisung benötigt, verbringt sie im Dezember gut 50 Minuten in der Sonne und gut 30 Minuten im Schatten. Ein Arbeitsschritt bei der Reparatur an dem aus einer 0,7 mm dicken Folie bestehenden Solarzellenflügel musste in jeweils 30 Minuten abgeschlossen sein.
Nach gut sieben Stunden, um 13:35 Uhr UTC, waren die Raumfahrer in die Hauptschleuse des Wissenschaftsmoduls Wentian zurückgekehrt und der Einsatz beendet.